# Noorderpolder in de Oosterweeren
De Noorderpolder in de Oosterweeren is een voormalig waterschap in de Nederlandse provincie Groningen.
De molen werd gebouwd in 1806, gemoderniseerd in 1913 en gesloopt in 1947. Hij had een vlucht van maar liefst 20 meter en was voorzien van twee vijzels.
Het waterschap lag ten noordoosten van Siddeburen in de voormalige buurtschap Oosterweeren. De noordgrens lag bij de Weereweg, de noordelijke oostgrens bij de gemeentegrens Slochteren-Delfzijl, de zuidelijke oostgrens lag 200 m oostelijk van de Wilderhofsterweg, de zuidgrens lag 1 km ten noorden van de Oudeweg en de westgrens lag bij de Munnikesloot (350 m oostelijk van de Ooster Zandenweg). De molen sloeg uit op de Munnikesloot (die zich hier voortzette in het Holemaar) en stond 750 m ten zuiden van de Weereweg.
Waterstaatkundig gezien ligt het gebied sinds 2000 binnen dat van het waterschap Hunze en Aa's.